# Л'Ил Рус
Л'Ил Рус (фр. L'Île-Rousse, корз. L'Ìsula) је насеље и општина у Француској у региону Корзика, у департману Горња Корзика.
По подацима из 2011. године у општини је живело 3573 становника, а густина насељености је износила 1429,2 становника/km².

## Демографија
| 1990. | 2011. |
| ----- | ----- |
| 2.288 | 3.573 |